# St. Nikolaus (Zollgrün)

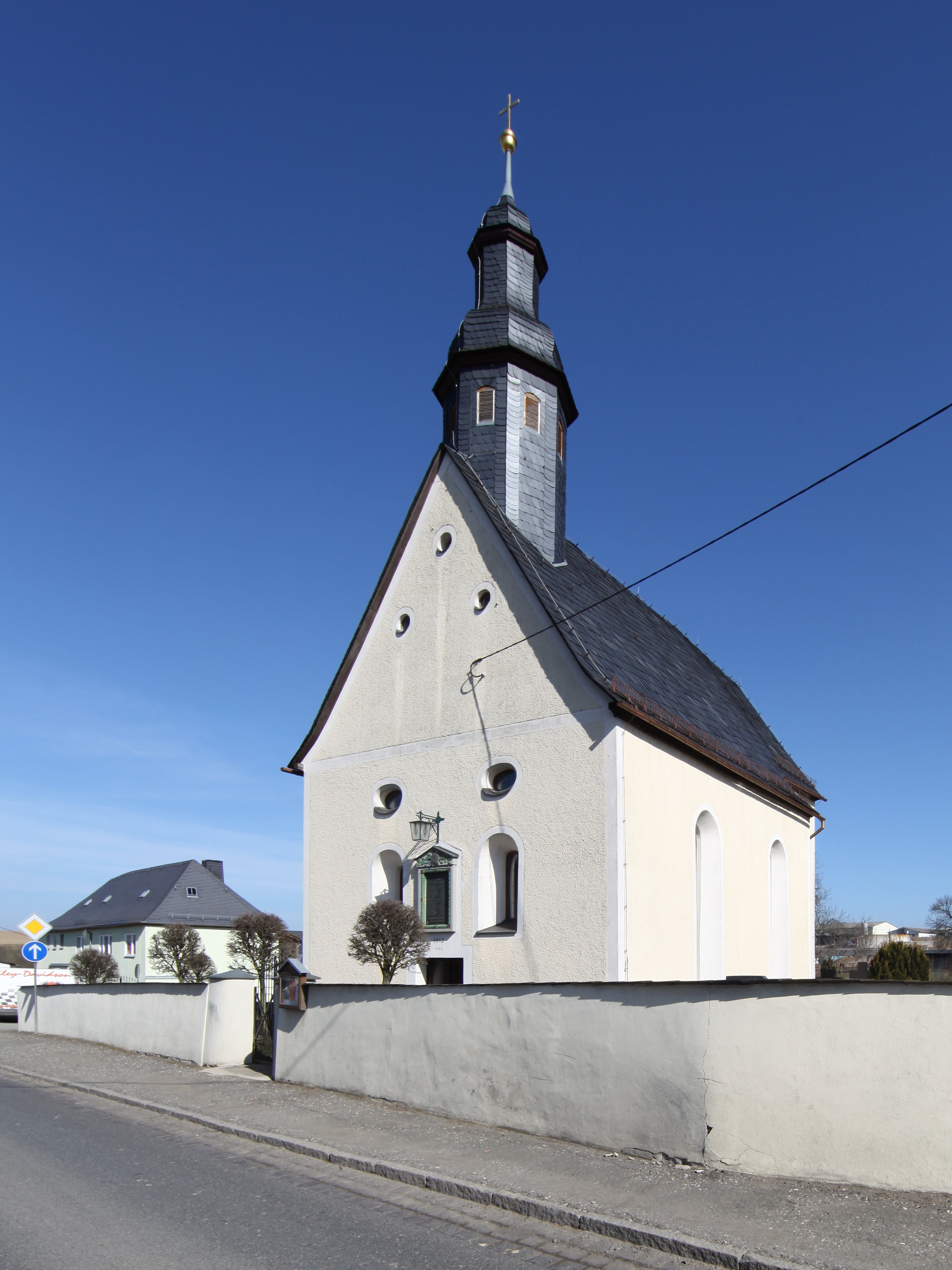
Evangelische Kirche Zollgrün

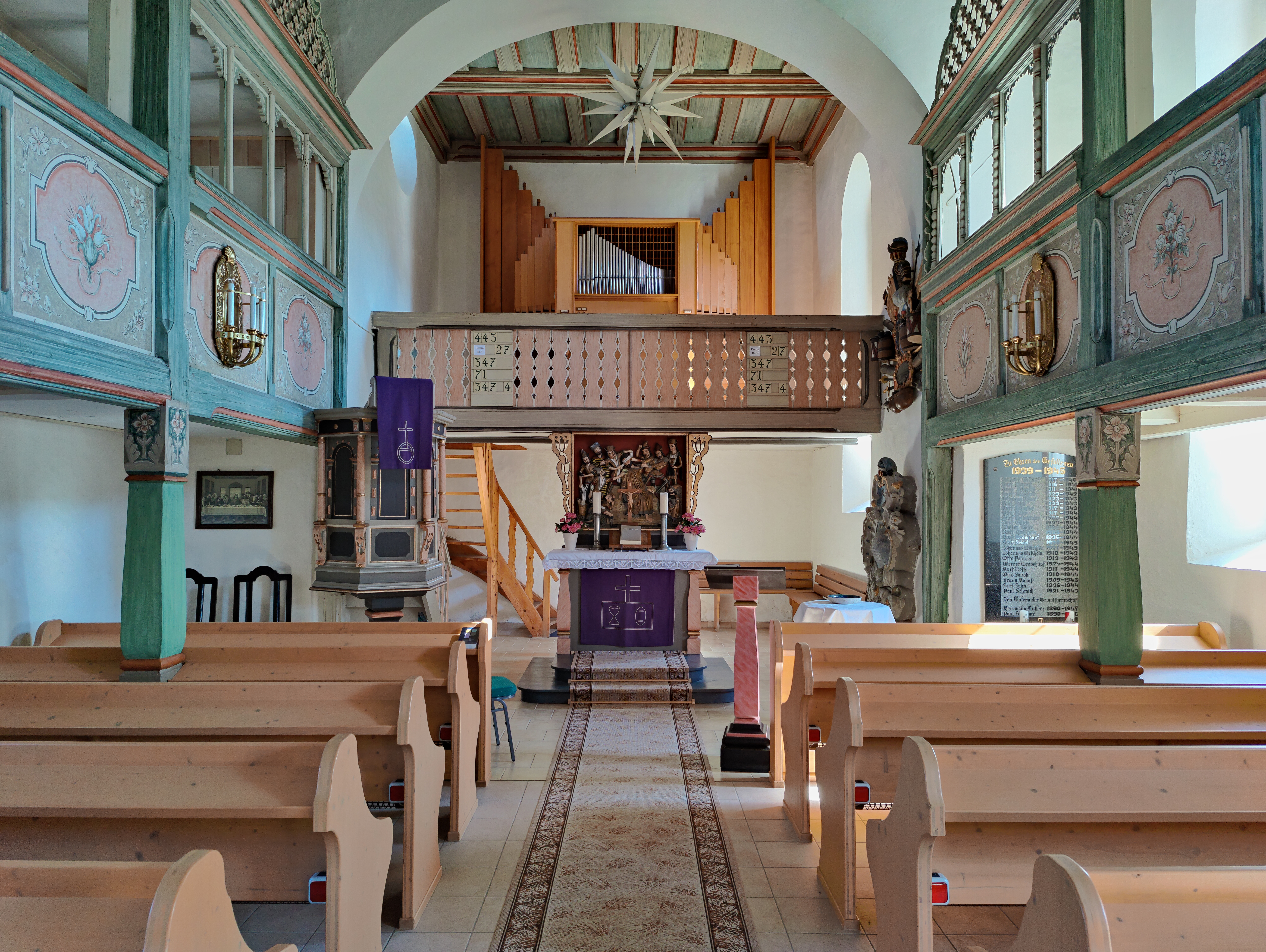
Innenraum (2022)

Die evangelische Dorfkirche St. Nikolaus steht im Ortsteil Zollgrün der Stadt Tanna im Saale-Orla-Kreis in Thüringen.

## Geschichte
1445 wurde die Kirche erstmals und das Dorf 1343 urkundlich genannt.
1922 erfolgte die Weihe des Glockengeläuts, dem 1974 eine dritte Glocke hinzugefügt wurde, sowie 1957 eine grundhafte Renovierung des Gotteshauses. Die Emporen erhielten eine künstlerische Farbgestaltung.

## Ausstattung
Auf dem Altar steht ein gotischer Schrein ohne Flügel aus dem Jahr 1553 mit der Verspottung Christi. Rechts im Altarraum steht der Taufstein aus dem Jahr 1628 und das Taufbecken von 1828.
1984 wurde eine neue Orgel eingebaut, Das kleine Werk von Hans-Dietrich Raatz besitzt 7 Register auf einem Manual und Pedal. 1990 wurde das elektrische Geläut erneuert. 1992–1993 folgten neue Fenster; innen und außen wurde Putz ausgebessert und ein neuer Anstrich angebracht. Auch die Friedhofsmauer wurde ausgebessert.
1994 brachte man Gedenktafeln für die Opfer beider Weltkriege an der Kirchenaußenwand an. 1996 erfolgte die Sanierung des Kirchturms, des Turmknopfs und des Kreuzes. 2003 wurden die Räume instand gesetzt. 2007 wurde die Eingangstür und 2009 der Gemeinderaum sowie die Leichenhalle renoviert.